# 阿图尔·齐默尔曼
阿图尔·齐默尔曼（德語：Arthur Zimmermann，1864年5月10日—1940年6月6日）1916年至1917年任德意志帝国外交大臣，因齐默尔曼电报而知名，曾参与煽动爱尔兰、印度和布尔什维克的叛乱。